# 17269 Dicksmith
A 17269 Dicksmith (ideiglenes jelöléssel 2000 LN1) a Naprendszer kisbolygóövében található aszteroida. John Broughton fedezte fel 2000. június 3-án.